# گورهای پازیریک
گورهای پازیریک گورهایی سکایی هستند که در فلاتی کوچک (فلات یوکوک) در شمال رشته‌کوه آلتای (در جنوب سیبری مرکزی و در ۷۹ کیلومتری مرز مغولستان) قرار دارند.
پازیریک (به روسی: Пазарык) نام فرهنگی باستانی است که در این دره و منطقه آلتای می‌زیستند.
فرش پازیریک، فرشی احتمالاً منتسب به ایران و قدیمی‌ترین فرش دنیا در سال ۱۳۲۸ (۱۹۴۹) توسط سرگئی رودنکو، باستان‌شناس روس در این فلات، در کنار اشیاء باستانی دیگری در دو گور باستانی کشف شد.